# فرانز راوخ
فرانز راوخ (بالألمانية: Franz Rauch)‏ هو كاتب سيناريو وممثل ألماني، ولد في 15 أكتوبر 1878 بشترالزوند في ألمانيا، وتوفي في 23 مايو 1960 ببرلين في ألمانيا.

## وصلات خارجية
- فرانز راوخ على موقع IMDb (الإنجليزية)
- فرانز راوخ على موقع ألو سيني (الفرنسية)
- فرانز راوخ على موقع قاعدة بيانات الأفلام السويدية (السويدية)
- فرانز راوخ على موقع قاعدة بيانات الفيلم (الإنجليزية)
- فرانز راوخ على موقع كينوبويسك (الروسية)